# Film de artă
Film de artă, se poate defini ca fiind filmul care prin calitatea lui artistică contribuie la dezvoltarea culturii cinematografice și diversității culturale naționale și mondiale.
În privința filmului de artă românesc, încă de la începuturile cinematografiei naționale, Grigore Brezeanu prin producția numită Independența României, a realizat un astfel de film.